# Pángermanizmus
A pángermanizmus egy etnikai alapú ideológiai-politikai pánmozgalom, amelynek célja minden német vagy germán nyelvű nép egy államban való egyesítése.
Egyes hívei csak a közép-európai német nyelvű népek egyesülését támogatták. 
Tágabb értelemben a pángermanizmus túlmutat a német nyelvű népeken és minden germán népet magába foglal.

## Történet
A mozgalom gyökerei az I. Napóleon elleni felszabadító háborúk (1813–15) által ösztönzött német egyesülési vágyban gyökereznek, és olyan korai német nacionalisták hirdették, mint Friedrich Ludwig Jahn és Ernst Moritz Arndt. A Grossdeutschland (Nagy-Németország) megoldás hívei az osztrák birodalom németjeit is egy nagy birodalomban akarták egyesíteni, míg mások más germán népeket, így a skandinávokat is.
A 19. század közepén az egyes német nyelvű államokban és a két legerősebb német államban, Poroszországban és Ausztriában is jelentős erőfeszítések történtek egy nagy német nemzetállam felé.
Az északnémet Otto von Bismarck politikai vezetésével aztán végre megvalósult a „kis-német megoldás”. 1871-ben megalakult a Német Birodalom. Ezt követte I. Vilmos német császárrá koronázása. Sok etnikai német (akkoriban általában "Volksdeutsche" néven emlegették a "birodalmi németekkel" együtt) továbbra is az új Német Birodalmon kívül élt.
A másik „német” uralkodó a Habsburg császár volt Bécsben. Így egyelőre szó sem lehetett egyetlen „nagy-német császárról”.
II. Vilmos császár 1888-as trónra lépésével Németország kezdett a világpolitika felé fordulni, egy olyan területi és gazdasági terjeszkedés felé, amely a Brit Birodalomhoz hasonló német gyarmatbirodalmat kívánt létrehozni. Ugyanakkor Arthur de Gobineau és Houston S. Chamberlain fajelmélete igazolta a pángermanizmust.
Az egyik első pángermán szervezet az 1891-ben Berlinben alapított Általános Német Szövetség volt, amely 1894-ben újraalapult, és a Pánnémet Szövetség nevet kapta. Céljai között szerepelt a német nép népszerűsítése Európában és a tengerentúlon, a német érdekek védelme külföldön és a német gyarmati politika támogatása. Másrészt Svájc, Hollandia, Luxemburg, Belgium, valamint keleten Lengyelország és a balti államok a német birodalomba való beolvasztása nem volt a hivatalos program része, még akkor sem, ha sokan támogatták az ilyen elképzeléseket. A pángermanizmusnak azonban csekély visszhangja volt a német nyelvű Svájcban.
A pángermanizmus hívei különösen azután váltak hangossá, hogy Németország elvesztette az első világháborút. A versailles-i békeszerződés értelmében Németország mérete jelentősen csökkent. Elzász-Lotaringia visszakerült Franciaországhoz, míg az Osztrák–Magyar Monarchia feloszlott.
A felemelkedő nemzetiszocializmus magába szívta a pángermanizmus ideológiáját. Ausztria bekebelezése és Csehszlovákia német nyelvű részeinek 1938-as annektálása, továbbá a második világháború alatti európai német hódítások révén Adolf Hitlernek egy időre csaknem sikerült megvalósítania a pánnémet programot.
A második világháború végén Németország veresége egyben a pángermanizmus végét is jelentette.